# Герасименко, Василий Иванович
Василий Иванович Герасименко (18 марта 1902 — ?) — полковник медицинской службы ВС СССР, первый начальник военно-медицинского факультета Саратовского медицинского института (1939—1941).

## Биография
Уроженец села Ивановка (Нововоронцовский район, Херсонская область). Украинец. Окончил в 1918 году школу, поступил в земскую фельдшерскую школу в Херсоне и окончил её в 1920 году. В рядах РККА с 1923 года. Работал фельдшером, окончил в 1931 году Военно-медицинскую академию. Член ВКП(б) с 1930 года, с 1932 года на руководящей работе в медицинской службе Красной Армии. 17 марта 1939 года в чине военврача 1-го ранга назначен начальником сформированного военно-медицинского факультета при Саратовском медицинском институте. На факультет набирали студентов 4-го и 5-го курсов медицинских институтов: в 1939 году было зачислено по 150 человек с каждого курса, в 1940 году было выпущено 150 человек. С 1 сентября 1940 года факультет подчинялся начальнику Санитарного управления Красной Армии.
15 июля 1941 года Герасименко освободил должность начальника факультета, убыв на следующий день в действующую армию. Участник сражений на Северо-Западном, Резервном и 2-м Прибалтийском фронтах до октября 1944 года. Занимал пост начальника санитарного отдела 1-й ударной армии на Северо-Западном фронте (с ноября 1941 по июнь 1942 года), начальника санитарного отдела 10-й гвардейской армии и начальника 1-го отдела Главного военно-санитарного управления Красной Армии. Организовал эвакуацию раненых с поля боя во время обороны Москвы и в боях на Северо-Западном фронте; работу проделывал в условиях весенней распутицы. Согласно наградному листу, за время работы на посту начальника санитарного отдела 10-й гвардейской армии полковник медицинской службы Герасименко сумел обеспечить с 7 августа по 6 сентября 1943 года принятие в госпиталь 26011 раненых солдат и офицеров, вернув в строй 4228 человек (смертность снизилась до 3,4%).
В 1945 году возглавлял музей-усадьбу Н.И.Пирогова (филиал военно-медицинского музея ВС СССР), в 1952 году завершил обучение на командном факультете Военно-медицинской академии.

## Награды
- Орден Ленина (20 июня 1949)[6]
- Орден Красного Знамени
  - 3 ноября 1944[6]
  - 3 ноября 1953[6]
- Орден Красной Звезды (18 сентября 1943)[4]
- Орден Отечественной войны II степени
  - 28 сентября 1943 — за образцовое выполнение боевых заданий Командования на фронте борьбы с немецкими захватчиками и проявленные при этом доблесть и мужество[5]
  - 5 октября 1943 — за образцовое выполнение боевых заданий Командования на фронте борьбы с немецкими захватчиками и проявленные при этом доблесть и мужество[3]
- Медаль «За оборону Москвы»[6]
- Медаль «За победу над Германией в Великой Отечественной войне 1941—1945 гг.»[6]